# Diamond Cut
Diamond Cut är ett album av Bonnie Tyler som gavs ut år 1979.

## Låtlista
Sida 1
1. "If You Ever Need Me Again" (Ronnie Scott, Steve Wolfe)
2. "Too Good to Last" (Scott, Wolfe)
3. "What a Way to Treat My Heart" (Scott, Wolfe)
4. "The Eyes of a Fool" (Scott, Wolfe)
5. "Bye Bye Now, My Sweet Love" (Alan Tarney)

Sida 2
1. "Louisiana Rain" (Tom Petty)
2. "Baby I Just Love You" (Scott, Wolfe)
3. "Words Can Change Your Life" (Scott, Wolfe)
4. "My Guns Are Loaded" (Scott, Wolfe)
5. "I'm a Fool" (Scott, Wolfe)